# Challenger de Lexington
El Fifth Third Bank Tennis Championships es un torneo de tenis celebrado en Lexington, Estados Unidos desde 1995. El evento forma parte del ATP Challenger Tour y se juega en canchas duras. A partir del año 2014 el torneo pasó a llamarse Kentucky Bank Tennis Championships por razones de patrocinio.

## Finales anteriores

### Individuales
| Año  | Campeón            | Finalista          | Resultado        |
| ---- | ------------------ | ------------------ | ---------------- |
| 2021 | Jason Kubler       | Alejandro Tabilo   | 7–5, 6–72, 7–5   |
| 2020 | No celebrado       | No celebrado       | No celebrado     |
| 2019 | Jannik Sinner      | Alex Bolt          | 6–4, 3–6, 6–4    |
| 2018 | Lloyd Harris       | Stefano Napolitano | 6–4, 6–3         |
| 2017 | Michael Mmoh       | John Millman       | 4–6, 7–63, 6–3   |
| 2016 | Ernesto Escobedo   | Frances Tiafoe     | 6–2, 6–76, 7–63  |
| 2015 | John Millman       | Yasutaka Uchiyama  | 6–3, 3–6, 6–4    |
| 2014 | James Duckworth    | James Ward         | 6-3, 6-4         |
| 2013 | James Ward         | James Duckworth    | 4-6, 6-3, 6-4    |
| 2012 | Denis Kudla        | Érik Chvojka       | 5-7, 7-5, 6-1    |
| 2011 | Wayne Odesnik      | James Ward         | 7-5, 6-4         |
| 2010 | Carsten Ball       | Jesse Levine       | 6-4, 7-61        |
| 2009 | Harel Levy         | Alex Kuznetsov     | 6-4, 4-6, 6-2    |
| 2008 | Somdev Devvarman   | Robert Kendrick    | 6–3, 6–3         |
| 2007 | John Isner         | Brian Wilson       | 6–7(9), 6–3, 6–4 |
| 2006 | Lee Hyung-taik     | Amer Delic         | 5–7, 6–2, 6–3    |
| 2005 | Dudi Sela          | Bobby Reynolds     | 6–3, 3–6, 6–4    |
| 2004 | Matias Boeker      | Jesse Witten       | 6–2, 4–6, 7–6(5) |
| 2003 | Frank Dancevic     | Petr Kralert       | 7–5, 6–4         |
| 2002 | Scott Draper       | Paul Goldstein     | 4–6, 6–4, 6–4    |
| 2001 | Paul Goldstein (2) | Jack Brasington    | 1–6, 6–2, 6–3    |
| 2000 | Takao Suzuki       | Justin Gimelstob   | 2–1 retiro       |
| 1999 | Harel Levy         | Kevin Kim          | 6–4, 7–6         |
| 1998 | Paul Goldstein (1) | Lee Hyung-taik     | 6–1, 6–4         |
| 1997 | Wayne Black        | Gianluca Pozzi     | 6–4, 6–1         |
| 1996 | Steve Bryan        | Nicola Bruno       | 6–2, 6–4         |
| 1995 | Mark Knowles       | Kenny Thorne       | 6–4, 7–5         |

### Dobles
| Año  | Campeón                               | Finalista                        | Resultado           |
| ---- | ------------------------------------- | -------------------------------- | ------------------- |
| 2021 | Liam Draxl Stefan Kozlov              | Alex Rybakov Reese Stalder       | 6–2, 6–7(5), [10–7] |
| 2020 | No celebrado                          | No celebrado                     | No celebrado        |
| 2019 | Diego Hidalgo Martin Redlicki         | Roberto Maytín Jackson Withrow   | 6–2, 6–2            |
| 2018 | Robert Galloway Roberto Maytín        | Joris De Loore Marc Polmans      | 6–3, 6–1            |
| 2017 | Alex Bolt Max Purcell                 | Tom Jomby Eric Quigley           | 7–5, 6–4            |
| 2016 | Luke Saville Jordan Thompson          | Nicolaas Scholtz Tucker Vorster  | 6–2, 7–5            |
| 2015 | Carsten Ball Brydan Klein             | Dean O'Brien Ruan Roelofse       | 6–4, 7–6(4)         |
| 2014 | Peter Polansky (2) Adil Shamasdin     | Chase Buchanan James McGee       | 6-4, 6-2            |
| 2013 | Frank Dancevic Peter Polansky (1)     | Bradley Klahn Michael Venus      | 7-5, 6-3            |
| 2012 | Austin Krajicek John Peers            | Tennys Sandgren Rhyne Williams   | 6–1, 7–6(4)         |
| 2011 | Jordan Kerr David Martin              | James Ward Michael Yani          | 6-3, 6–4            |
| 2010 | Raven Klaasen Izak van der Merwe      | Kaden Hensel Adam Hubble         | 5–7, 6–4, [10–7]    |
| 2009 | Kevin Anderson Ryler DeHeart          | Amir Hadad Harel Levy            | 6–4, 4–6, [10–6]    |
| 2008 | Alessandro da Col Andrea Stoppini     | Olivier Charroin Erik Chvojka    | 6–2, 2–6, 10–8      |
| 2007 | Brendan Evans Ryan Sweeting           | Ross Hutchins Phillip Simmonds   | 6–4, 6–4            |
| 2006 | Sanchai Ratiwatana Sonchat Ratiwatana | John Isner Colin Purcell         | 7–6(5), 4–6, 10–6   |
| 2005 | Scoville Jenkins Bobby Reynolds       | Roger Anderson Rik de Voest      | 6–4, 6–4            |
| 2004 | Matias Boeker Amer Delic              | Harsh Mankad Jason Marshall      | 7–5, 6–4            |
| 2003 | Jonathan Erlich Takao Suzuki          | Matias Boeker Travis Parrott     | 6–4, 6–1            |
| 2002 | Jack Brasington Glenn Weiner          | Brandon Coupe Eric Taino         | 6–2, 4–6, 7–5       |
| 2001 | John-Laffnie de Jager Robbie Koenig   | Paul Kilderry Jack Waite         | 7–6(1), 7–5         |
| 2000 | Lorenzo Manta Laurence Tieleman       | Grant Stafford Wesley Whitehouse | 7–6, 7–6            |
| 1999 | Michael Sell Gabriel Trifu            | Scott Humphries Kevin Kim        | 7–6, 6–7, 6–4       |
| 1998 | Ben Ellwood Lleyton Hewitt            | Paul Goldstein Jim Thomas        | 5–7, 6–3, 6–2       |
| 1997 | Wayne Black Brian MacPhie             | David DiLucia Bryan Shelton      | 6–4, 7–5            |
| 1996 | Geoff Grant Grant Stafford            | Chad Clark Tamer El Sawy         | 7–5, 6–1            |
| 1995 | Fernon Wibier Chris Woodruff          | Jamie Morgan Andrew Painter      | 7–5, 6–2            |